# Philip Cunliffe-Lister, 1. Earl of Swinton
Philip Cunliffe-Lister, 1. Earl of Swinton, GBE, CH, MC, PC (Geburtsname: Philip Lloyd-Greame; * 1. Mai 1884 in East Ayton, Yorkshire, England; † 27. Juli 1972 in Swinton, Borough of Harrogate, Yorkshire, England) war ein britischer Politiker der Conservative Party, der unter anderem zwischen 1918 und 1935 Mitglied des House of Commons, 1922 bis 1924, 1924 bis 1929 sowie 1931 Handelsminister sowie zwischen 1931 und 1935 Kolonialminister war. Am 29. November 1935 wurde er als Viscount Swinton in den erblichen Adelsstand erhoben und damit Mitglied des House of Lords. Anschließend war er zwischen 1935 und 1938 Luftfahrtminister (Secretary of State for Air) sowie von 1944 bis 1945 Minister für die Zivilluftfahrt. Später war er zwischen 1951 und 1952 Kanzler des Herzogtums Lancaster (Chancellor of the Duchy of Lancaster) sowie zugleich Minister für Materialien. Zuletzt fungierte er von 1952 bis 1955 als Minister für Commonwealth-Beziehungen. Am 29. Mai 1955 wurde er zum Earl of Swinton erhoben.

## Leben

### Rechtsanwalt, Erster Weltkrieg und Unterhausabgeordneter
Philip Lloyd-Greame war der dritte Sohn von Yarburgh George Lloyd und dessen Ehefrau Dora Letitia O’Brien, deren Vater James Thomas O’Brien Geistlicher der Church of Ireland sowie von 1842 bis zu seinem Tode 1874 Bischof von Ossory, Ferns und Leighlin war. Nach dem Besuch des renommierten, 1382 gegründeten Winchester College begann er ein Studium der Rechtswissenschaften am University College der University of Oxford, das er 1906 abschloss. Anschließend war er als Barrister tätig.
Daneben absolvierte Lloyd-Greame eine militärische Ausbildung im Offiziersausbildungskorps OTC (Officers Training Corps) und begann nach Beginn des Ersten Weltkrieges am 2. September 1914 seinen Militärdienst als Leutnant (Second Lieutenant). Am 31. Dezember 1916 wurde ihm das Military Cross (MC) verliehen. Später war er als Major Gemeinsamer Sekretär im Ministerium für den Nationalen Kriegsdienst (Ministry of National Service).
Am 14. Dezember 1918 wurde Lloyd-Greame bei der ersten Unterhauswahl nach Kriegsende als Kandidat der Conservative Party erstmals zum Mitglied des Unterhauses (House of Commons) gewählt und vertrat in diesem bis zum 14. November 1935 den Wahlkreis Hendon. Am 3. Januar 1919 schied er als Major aus dem aktiven Militärdienst aus. Am 26. März 1920 wurde er zum Knight Commander des Order of the British Empire (KBE) geschlagen und führte fortan den Namenszusatz „Sir“.

### Juniorminister und Minister
Am 22. August 1920 übernahm er sein erstes Regierungsamt als Parlamentarischer Sekretär im Handelsministerium (Parliamentary Secretary to the Board of Trade) in der Regierung von Premierminister David Lloyd George. Im Rahmen einer Regierungsumbildung löste er am 1. April 1921 Frederick Kellaway als Staatssekretär für Außenhandel (Secretary for Overseas Trade) ab, während William Mitchell-Thomson sein Nachfolger als Parlamentarischer Sekretär im Handelsministerium wurde.
In der darauf folgenden Regierung von Premierminister Andrew Bonar Law übernahm Lloyd-Greame am 24. Oktober 1922 erstmals das Amt des Handelsministers (President of the Board of Trade) und bekleidete dieses auch in der anschließenden ersten Regierung von Premierminister Stanley Baldwin zwischen dem 22. Mai 1923 und dem 22. Januar 1924. Darüber hinaus wurde er am 25. Oktober 1922 Mitglied des Geheimen Kronrates (Privy Council). Daneben wurde er am 24. Oktober 1922 Vorsitzender des Kronratsausschusses für Handel und Überseeplantagen.
Nach dem Sieg der konservativen Tories bei den Unterhauswahlen am 29. Oktober 1924 wurde er am 6. November 1924 von Premierminister Baldwin als Handelsminister auch in dessen zweite Regierung berufen, der er bis zum Ende von Baldwins Amtszeit am 4. Juni 1929 angehörte. Zudem wurde er am 7. November 1924 abermals Vorsitzender des Kronratsausschusses für Handel und Überseeplantagen. Kurz nach seinem Amtsantritt änderte er am 17. November 1924 mit königlicher Genehmigung (Royal Licence ) seinen Familiennamen Lloyd-Greame in Cunliffe-Lister, um Grundbesitz von der Familie seiner Ehefrau erben zu können. Am 29. Juni 1929 wurde er zum Knight Grand Cross des Order of the British Empire (GBE) geschlagen.
In der am 24. August 1931 von Premierminister Ramsay MacDonald gebildeten ersten Nationalregierung übernahm er abermals das Amt des Handelsministers und bekleidete dieses bis zum Ende der Amtszeit dieser Regierung am 5. November 1931. Nach der Unterhauswahl am 27. Oktober 1931 wurde Cunliffe-Lister von Premierminister MacDonald am 5. November 1931 auch in die zweite Nationalregierung berufen, übernahm diesmal aber das Amt des Kolonialministers (Secretary of State for the Colonies). Er bekleidete dieses Ministeramt bis zum Ende der Amtszeit dieser Regierung am 7. Juni 1935.

### Oberhausmitglied, Zweiter Weltkrieg und Nachkriegszeit

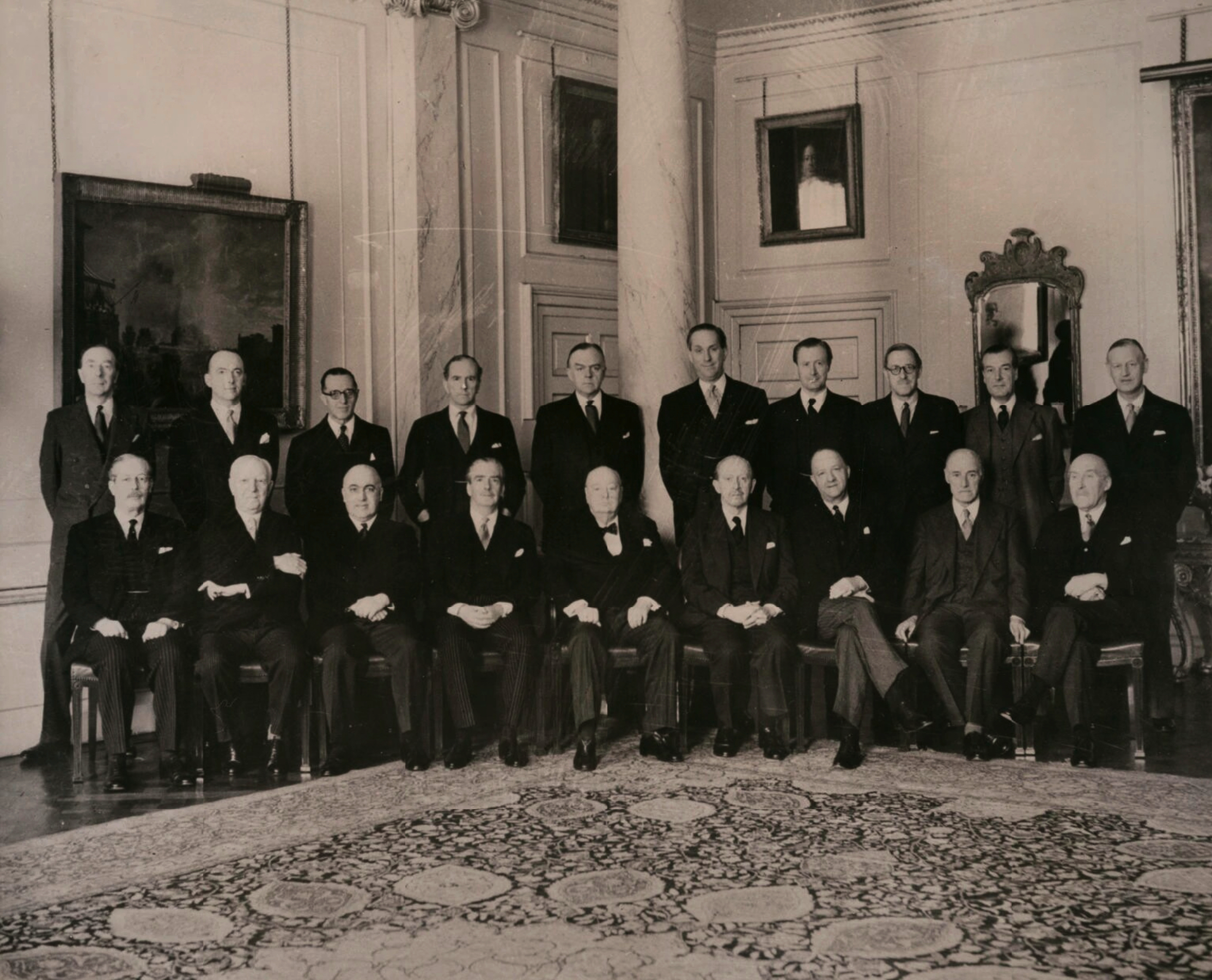
Philip Cunliffe-Lister, 1. Viscount Swinton (sitzend, 8. v. l.) als Minister für Commonwealth-Beziehungen im dritten Kabinett Churchill (1955)

In der im Anschluss durch Premierminister Stanley Baldwin am 7. Juni 1935 gebildeten dritten Nationalen Regierung übernahm Cunliffe-Lister das Amt des Luftfahrtministers (Secretary of State for Air). Durch ein Letters Patent vom 29. November 1935 wurde Cunliffe-Lister als 1. Viscount Swinton, of Masham in the County of York in den erblichen Adelsstand in der Peerage of the United Kingdom erhoben. Dadurch wurde er Mitglied des Oberhauses (House of Lords), dem er bis zu seinem Tode am 27. Juli 1972 angehörte.
Das Amt des Luftfahrtministers übernahm Viscount Swinton auch in der vierten Nationalregierung, die Premierminister Neville Chamberlain am 28. Mai 1937 gebildet hatte. Er übte dieses Ministeramt bis zu seiner Ablösung durch Kingsley Wood am 16. Mai 1938 aus.
In der von Premierminister Winston Churchill gebildeten Kriegsregierung fungierte Viscount Swinton zunächst vom 8. Juni 1942 bis zu seiner Ablösung durch Harold Balfour am 21. November 1944 als Minister-Resident für Westafrika (Minister Resident in West Africa). Für seine besonderen Verdienste wurde ihm am 13. August 1943 der Order of the Companions of Honour (CH) verliehen. Am 8. Oktober 1944 übernahm er das neugeschaffene Amt des Ministers für die Zivilluftfahrt (Minister of Civil Aviation) und bekleidete dieses auch in der darauf folgenden Übergangsregierung von Premierminister Churchill vom 26. Mai bis zum 26. Juli 1945.
Nach dem Wahlsieg der konservativen Tories bei der Unterhauswahl vom 25. Oktober 1951 wurde Viscount Swinton am 31. Oktober 1951 im dritten Kabinett Churchill Kanzler des Herzogtums Lancaster (Chancellor of the Duchy of Lancaster) sowie zugleich Minister für Materialien (Minister of Materials). Diese Ämter bekleidete er bis zu einer Regierungsumbildung am 24. November 1952. Dabei wurde er durch Frederick Marquis, 1. Baron Woolton als Kanzler des Herzogtums Lancaster sowie durch Arthur Salter als Minister für Materialien abgelöst. Er selbst übernahm im Rahmen dieser Kabinettsumbildung von Robert Gascoyne-Cecil, 5. Marquess of Salisbury das Amt des Ministers für Commonwealth-Beziehungen (Secretary of State for Commonwealth Relations). Dieses Ministeramt bekleidete er bis zum Ende von Churchills Amtszeit am 5. Mai 1955.
Mit seinem Ausscheiden aus Regierung und Unterhaus wurde Philip Cunliffe-Lister durch ein Letters Patent vom 29. Mai 1955 auch zum 1. Earl of Swinton in der Peerage of the United Kingdom erhoben. Zugleich erhielt er den nachgeordneten Titel als Baron Masham, of Ellington in the County of York.

### Ehe und Nachkommen

Wappen der Earls of Swinton

Er heiratete am 5. September 1912 Mary Constance Boynton und war mit dieser bis zu seinem Tode am 27. Juli 1972 fast sechzig Jahre lang verheiratet.
Aus der Ehe gingen zwei Söhne hervor. Der ältere Sohn John Yarburgh Cunliffe-Lister diente als Major im Zweiten Weltkrieg und verstarb bereits am 14. April 1943 an Verletzungen, die er im Kampfeinsatz erlitten hatte. Der jüngere Sohn Philip Ingram Cunliffe-Lister war ebenfalls ein mit dem Distinguished Flying Cross (DFC) und dem Distinguished Service Order (DSO) ausgezeichneter Soldat und verstarb 1956.
Bei seinem Tod 1972 erbte daraufhin sein Enkel David Yarburgh Cunliffe-Lister, der älteste Sohn des John Yarburgh Cunliffe-Lister, die Adelstitel als 2. Earl of Swinton.